# 六氟锗酸银
六氟锗酸银是一种无机化合物，化学式为Ag2GeF6。它可由二氧化锗和氟化银在氢氟酸中反应得到。
{\displaystyle {\mathsf {2AgF+GeO_{2}+4HF\ {\xrightarrow {}}\ Ag_{2}[GeF_{6}]+2H_{2}O}}}
它是易溶于水的无色晶体。

## 相关物质
六氟锗酸银(II)（化学式：AgGeF6，CAS号：38671-34-0 ）是二价银的六氟锗酸盐，这种浅蓝色的化合物可以通过F2/Ar和氧化银与二氧化锗的混合物在加热、加压的条件下反应得到。

## 拓展阅读
- A.F. Clifford, H.C. Beachell, W.M. Jack. . Journal of Inorganic and Nuclear Chemistry. 1957-01, 5 (1): 57–70  [2021-09-04]. doi:10.1016/0022-1902(57)80081-5 （英语）.
- A.F. Clifford, A.G. Morris. . Journal of Inorganic and Nuclear Chemistry. 1957-01, 5 (1): 71–75  [2021-09-04]. doi:10.1016/0022-1902(57)80082-7. （原始内容存档于2018-06-11） （英语）.